# Leucosigma separata
Leucosigma separata är en fjärilsart som beskrevs av Hans Zerny 1916. Leucosigma separata ingår i släktet Leucosigma och familjen nattflyn. Inga underarter finns listade i Catalogue of Life.